# PowerBook 100

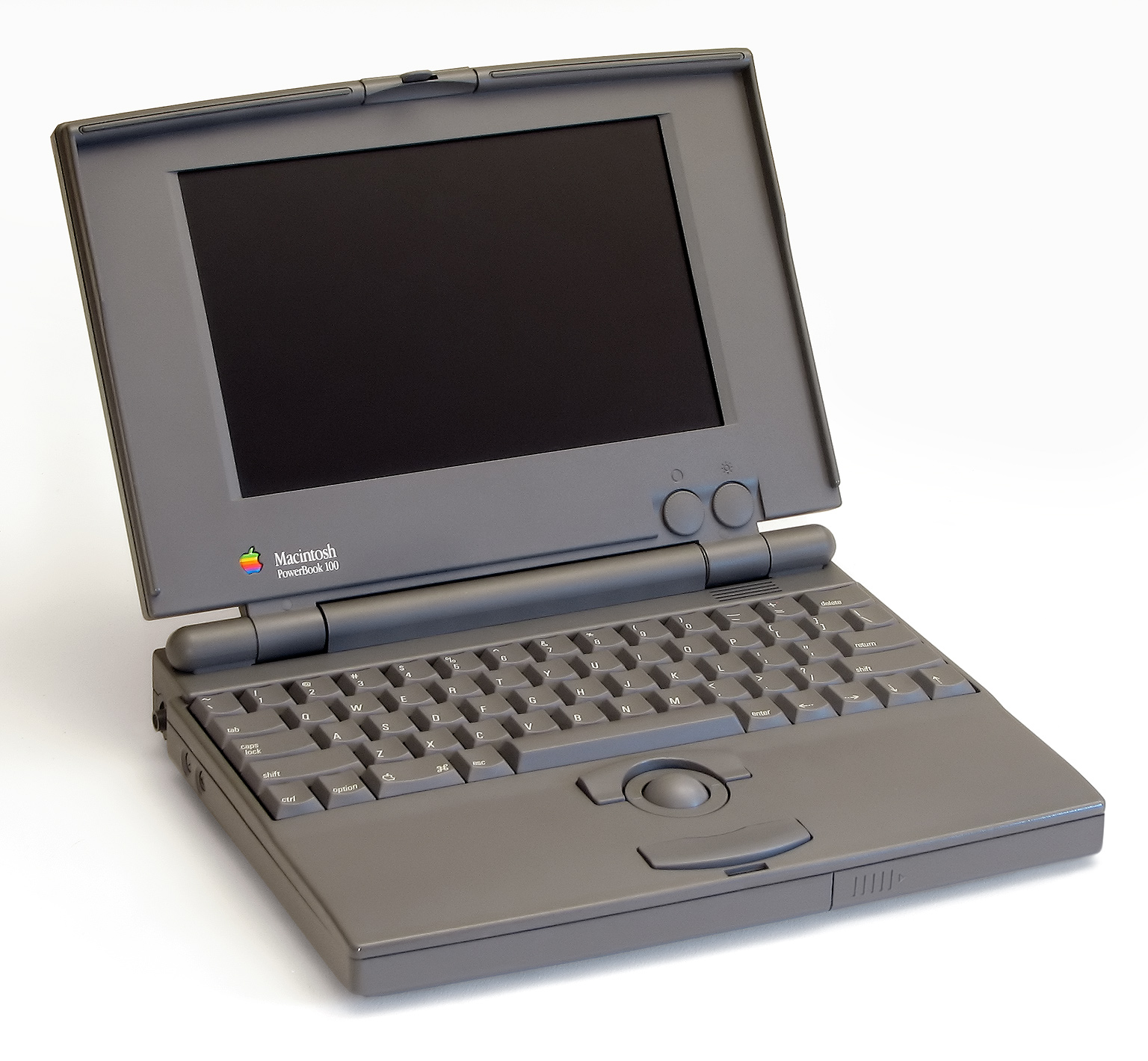
Powerbook 100

Das PowerBook 100 ist ein tragbares Subnotebook von Apple, das am 21. Oktober 1991 auf der COMDEX-Computermesse in Las Vegas vorgestellt wurde. Der Prozessor und die Geschwindigkeit des Geräts entsprachen dem zwei Jahre alten Vorgänger, dem Macintosh Portable. Es hatte den 16-Megahertz-Prozessor Motorola 68000 und verfügte über 2–8 Megabyte Arbeitsspeicher, einen einfarbigen 9-Zoll-Flüssigkristallbildschirm mit einer Auflösung von 640 × 400 Pixeln. Das Betriebssystem war System 7.0.1. Es hatte kein integriertes Diskettenlaufwerk und wurde bekannt durch das kompakte Design, das sich durch einen Trackball als zentrales Zeigegerät mittig vor der Tastatur auszeichnete.
Das PowerBook 100 kam gleichzeitig mit dem PowerBook 140 und dem PowerBook 170 auf den Markt und war mit US$ 2300 das günstigste Modell der ursprünglichen PowerBook-Familie.

## Geschichte
Obwohl dem Vorgänger Macintosh Portable kein großer wirtschaftlicher Erfolg beschieden war, initiierte Apples damaliger CEO John Sculley das PowerBook-Projekt im Jahr 1990 und stellte eine Million Dollar für die Vermarktung bereit. Trotz dieses vergleichsweise geringen Budgets wurde die PowerBook-Familie ein Erfolg und erwirtschaftete für Apple einen Umsatz von über einer Milliarde Dollar innerhalb des ersten Jahres.

## Spezifikationen
| Komponente             | Spezifikationen |
| ---------------------- | --- |
| Display                | 9-Zoll (23 cm) LCD (mit Hintergrundbeleuchtung), Auflösung von 640 × 400 Pixeln |
| Speicher               | 20–40 MB SCSI interne Festplatte; optionales externes 3,5-Zoll Diskettenlaufwerk |
| Prozessor              | 16-MHz Motorola 68000 |
| Bus-Geschwindigkeit    | 16 MHz |
| Arbeitsspeicher        | 2 MB, erweiterbar auf 8 MB |
| Read-only memory       | 256 KB |
| Netwerk                | AppleTalk, optionales Modem |
| Batterie               | 2½–3¾ Stunden |
| Abmessungen            | 22 × 28 × 4,6 cm |
| Anschlüsse             | 1 × ADB (Tastatur, Maus) 1 × mini-DIN-8 RS-422 Serielle Schnittstelle (Drucker / Modem, AppleTalk) 1 × HDI-20 (externes Diskettenlaufwerk) 1 × HDI-30 SCSI (externe Festplatte, Scanner) 1 × 3,5 mm Kopfhöhrerbuchse |
| Betriebssystem         | System 6.0.8L, 7.0.1–7.5.5 |
| Erweiterungssteckplatz | 1 × Serielles Modem |
| Audio                  | 8-bit Mono 22 kHz |
| Codenamen              | Elwood, Jake, O’Shanter & Bess, Asahi, Classic, Derringer, Rosebud, and Sapporo |